# L'essenza (Gianni Celeste)
L'essenza è un album del cantante italiano Gianni Celeste con testi in lingua napoletana, pubblicato nel 2016. In questo album duetta con PacoMC.

## Tracce
1. Nuie simme ammore (feat. PacoMC)
2. Lei mi dà
3. Femmene che sbagliano
4. Chi di noi due
5. Tu si mamma
6. Ma tu chi sei
7. Chiamarmi amore
8. Non ho dubbi
9. L'anema e 'o core
10. Vado via